# Липа американська
Ли́па американська (Tilia americana L.) — листопадне дерево родини мальвових. Поширена у Північній Америці. Медонос.

## Опис
Листопадне велике дерево з широкою, овальною кроною, в дорослому віці досягає висоти 25 м, і ширини 9-12 м. Гілки трохи повислі, світло-сірого забарвлення, помітні взимку.
Листя велике, до 15 см завширшки, широко-яйцеподібне, регулярно-зазубрене, пильчасте, темно-зелене, восени — жовте. Квіти нагадують дзвіночки, звисають віялами по 4-10 квіток. Цвітіння в травні-червні. Плоди дрібні, 0,8 см в діаметрі, округлі, з гладкою поверхнею. Липа морозостійка, світлолюбна, витримує міські умови, невибаглива до умов ґрунту. Може росити на висоті до 800 метрів.

## Поширення
Видоширена у східній частині Північної Америки: у США від південного сходу Манітоби на схід до Нью-Брансвіку, з південного заходу до північного сходу Оклахоми, на південний схід до Південної Кароліни та на захід уздовж річки Ніобрара до округу Черрі, штат Небраска, а також у Мексиці. Як декоративний вид вирощують і в Україні (насадження липи американської у Пуща-Водицькому лісопарку).

## Використання
Американську липу рекомендують як декоративне дерево, коли потрібна маса листя або глибока тінь; жодне місцеве дерево не перевершить його в цьому відношенні. Його часто висаджують з навітряного боку фруктового саду як захист для молодих і ніжних дерев.
І листя, і квіти їстівні, хоча ніжні молоді листочки більш приємні. Це також корисний вид для залучення запилювачів. Бджоли виробляють чудовий мед з м'яким вмістом.

## Вирощування
Американська липа відома тим, що є одним із найскладніших північноамериканських дерев для розмноження з насіння, оскільки вони не лише мають низьку життєздатність (приблизно 30 % усіх насіння є життєздатними), але й швидко утворюють надзвичайно тверде покриття насіння, яке може затримати проростання на два роки. У разі їх посадки рекомендується збирати насіння ранньою осінню і висівати їх до того, як вони висохнуть і утворять покрив. Це дозволить негайно прорости. Загалом, насіння не є основною частиною репродуктивної стратегії дерева, натомість воно здебільшого поширюється шляхом самовисаджування. Усі молоді липи дуже легко порослі, і навіть старі дерева часто проростають із пня, якщо їх зрізати.

## Деревина
Деревина блідо-коричнева, іноді майже біла або червона; м'який, тонкої текстури; не дуже легко проколюється. Щільність деревини 0,4525. Використовується для виготовлення дерев'яних виробів, недорогих аксесуарів, кузовів автомобілів. Дуже добре підходить для різьби по дереву. Внутрішній шар кори (кора) міцний і волокнистий, використовується для виробництва канатів і канатів. Для виготовлення корпусів електрогітар часто використовують деревину, віддаючи їй перевагу за схожими властивостями перед деревиною вільхи і тополі, оскільки вона легка, міцна і добре резонує.